# بيسون السهول
بيسون السهول أو البيسون بيسون بيسون هو واحد من تحت نوعيّ ثور البيسون الأمريكي، والنوع الآخر هو بيسون الغابات. يَنتشر بيسون السهول عبر السهول العظمى في قارة أمريكا الشمالية التي يَقطن معظمها. ومع أن انتشاره ليس واسعاً اليوم، فقد كان في أحد الأيام واحداً من أكثر الحيوانات وفرة في أمريكا ومصدراً أساسياً للغذاء بالنسبة لحيوانات القارة بل وحتى لسكانها من البشر، لكن بعد حملات الصيد العظيم خلال القرن العشرين انخفضت أعداد هذه الحيوانات بشكل حاد حتى أصبحت على حافة الانقراض، ومع ذلك فبعد عمليات الإنماء عادت أعداد بيسون السهول للارتفاع إلى 300,000 رأس في قارة أمريكا الشمالية.

## الانتشار والموطن الطبيعي
في الأصل وقبل الصيد العظيم، كان يَنتشر بيسون السهول عبر معظم قارة أمريكا الشمالية، فقد سيطر على السهول العظمى الممتدة عبر وسط القارة في جنوب كندا ووسط الولايات المتحدة وشمال المكسيك، ومن جبال الروكي غرباً إلى غابات نهر المسيسبي شرقاًً (إضافة إلى عدد ضئيل منها يَقطن غرب النهر)، وكثيراً ما جابت تلك السهول بقطعان ضخمة مما جعلها حيوانات الرعي المُسيطرة على السهول العظمى. لكن اليوم لا يُوجد سوى 20,000 رأس منها في البرية، بينما الأخرى موضوعة في محميات ومزارع خاصة، لذا فلم يَعد من المألوف رؤية قطعان بيسون السهول الضخمة تجوب البرية في السهول العظمى.
تنتشر الأعداد الناجية اليوم من هذه الحيوانات عبر مزارع القارة، فمثلاً يُوجد 600 رأس منها في حديقة جزيرة إلك الوطنية وأعداد أخرى في حديقة يلوستون الوطنية إضافة إلى أعداد صغيرة في حديقة فيرونجا الوطنية في الكونغو وحديقة بحيرات واترتون الوطنية في ألبرتا الكندية. يُوجد 25 قطيعاً على الأقل من البيسون الأمريكي في المحميات والمزارع الخاصة في الولايات المتحدة يَبلغ عددها 10,000 رأس على الأقل، وبالجموع بين حدائق ومزارع كلا أمريكا وكندا يُوجد ما يُقدر بـ140,000 رأس.
تفضل حيوانات بيسون السهول العيش في المراعي والمروج العشبية المفتوحة وأودية الأنهار المتناثرة عبر السهول العُظمى حيث تستطيع رعيَ العشبِ والحصول على الغذاء.

## الوصف

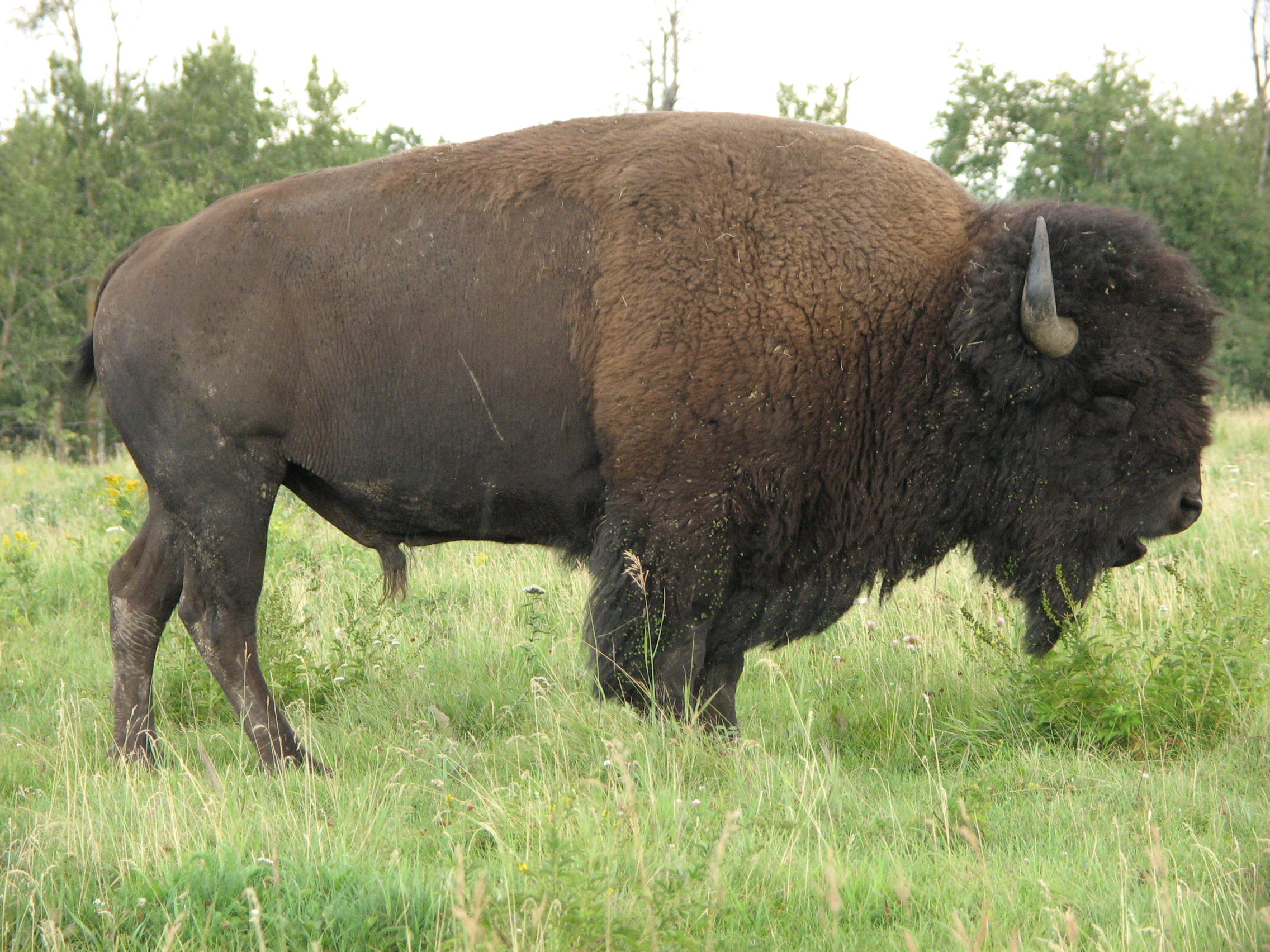
بيسون سهول.

بشكل عام، ثيران بيسون السهول هي حيوانات ضخمة يَبلغ ارتفاعها مترين وطولها أربعة أمتار وتزن أكثر من طن، ولديها قرنان قويان منحنيان إلى الخلف وسنام عال عند الكتفين إضافة إلى ذيل خشن ذو شعر كثيف (انظر مقالة بيسون أمريكي للمزيد من المعلومات). تتشبه هذه الحيوانات في مظهرها الأبقار إلى حد ما، وهي تملك شعراً خشناً يُغطي معظم أنحاء جسمها، ورأسها ضخم ويَبرز منه قرنان أسودان قصيران، أما أذناها فهما مطموستان بالكامل تقريباً بشعر الرأس الكثيف والطويل، أما ذيلها فهو قصير ويَنتهي بكتلة كثيفة من الشعر.
إناث بيسون السهول هي أصغر من الذكور (مثل حيوانات البيسون الأخرى)، وبشكل نموذجيّ عادة ما تكون أصغر منهم بما يَتراوح من 10 إلى 15%. تملك هذه الثيران بعض التكيفات الجسدية التي تساعدها على التعايش بشكل أفضل مع بيئتها، فمثلاً ربما تكون وظيفة سنامها الكبير ورأسها منخفض الارتفاع في الحقيقة هي أن تسهل على بيسون السهول رعي المروج ذات الأعشاب القصيرة في السهول العظمى، وأيضاً فإن الكساءَ السميك الذي تملكه هذه الحيوانات يُساعدها على الوقاية من البرد في الشتاء، ثم عندما يَحل الربيع يَأخذ البيسون بالتمرغ في برك في الوحل لكي يَتساقط كساؤه بعد أن احترّ الجو وأصبح عائقاً له، كما أن بيسون السهول كان يَملك حاستيّ سمع وشم قويتين بالرغم من بصره الضعيف.

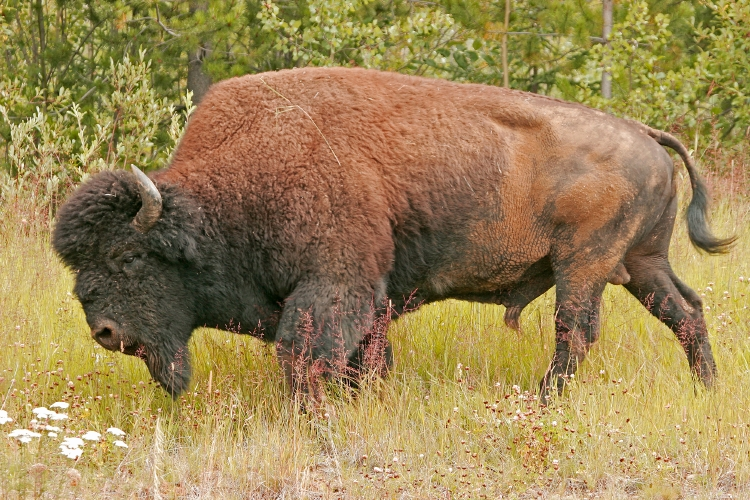
بيسون غابات.

### الفرق بينه وبين بيسون الغابات
لا توجد فروقات بارزة كثيراً بين بيسون السهول وبيسون الغابات يُمكن بها تمميزهما عن بعضهما، لكن عموماً توجد بعض الاختلافات الطفيفة التي يُمكن التفريق بينهما باستخدامها مع بعض التدقيق. فإذا نظرنا بشكل عام، بيسون السهول أقصر قامة وأكثر اكتنازاً من بيسون الغابات، لكنه أخف وزناً مع ذلك. أيضاً كثيراً ما يَكون قرنا بيسون السهول مُغطيين بشعر كثيف، بينما لا يَملك بيسون الغابات أي شعر عليهما في حين أن شعر جبهته أقصر وأطول مما هو عند بيسون السهول. كما أن شعر ظهر بيسون السهول ذو لون مصفرّ على النقيض من باقي شعر الجسم ذو اللون البنيّ الداكن، بينما لا يَختلف لون شعر الظهر كثيراً عن باقي الشعر عند بيسون الغابات. وربما يَكون من الفروقات البارزة بين النوعين أن لحية بيسون السهول أكبر وأكثر كثافة، وهي من العلامات التي يَتميز بها هذا الثور.

## البيئة والسلوك

### الغذاء

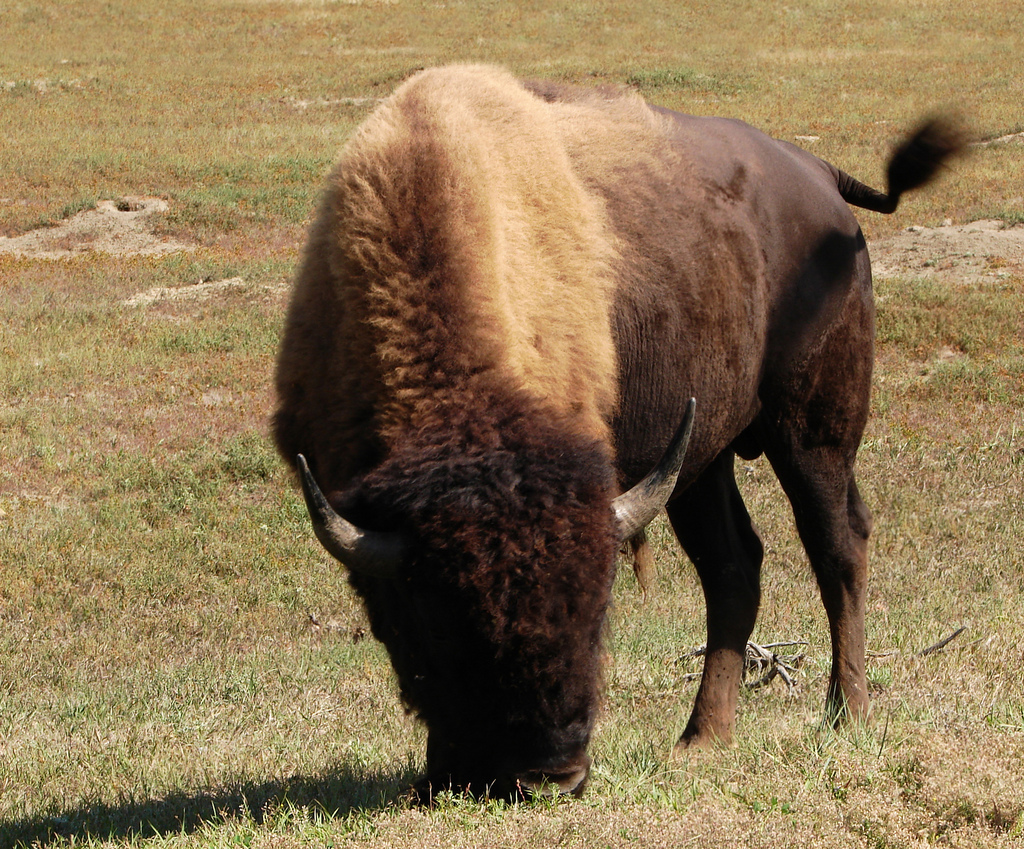
بيسون سهول يَرعى العشب في حديقة جزيرة إلك الوطنية.

يَتغذى بيسون السهول عادة بشكل يُشبه الماشية على الأعشاب ونبات البردي والنباتات الأخرى التي تنمو على الأرض، ويُمكن في بعض الأحيان أن يأكل ثمار التوت والأشنيات. ومن المُحتمل أن هذا البيسون كان يَتغذى في الأيام التي جاب فيها السهول العظمى بقطعان هائلة على أصناف عديدة من النباتات المحلية ذات القيمة الغذائية العالية. عندما يَحل فصل الشتاء وتنزح حيوانات البيسون إلى الغابات تكون الأراضي مغطاة تماماً بالثلوج، لذا فإنها تستخدم رأسها وحوافرها لإزاحة الثلج، حيث تستمر بتحريك رؤوسها من جانب إلى آخر وتدفع الثلج جانباً بأنفها فتكشف عن الأعشاب المطمورة تحت الثلج، وهي تتغذى طوال الشتاء القارس بهذه الطريقة.

### الهجرة
تهاجر ثيران البيسون خلال الشتاء إلى الأودية والمناطق المشجرة لتعثر على واقي من العواصف الثلجية الباردة، وهي لا تهاجر وحيدة، بل إن المجموعات الصغيرة التي تعيش ضمنها في العادة تجتمع كلها معاً في قطيع ضخم وتتحرك مهاجرة. فخلال الشتاء، يُعاني منتزه يلوستون الوطني - ومنتزهات أخرى - من نقص في الطعام بالنسبة لثيران البيسون، وتكون الأرض مغطاة بالثلوج لذا فإن حياتهم تصبح صعبة، فيُهاجرون ويَخرجون من حدود الحديقة الغربية والشمالية كل عام بحثاً عن مكان أفضل لقضاء الشتاء، ثم يَعودون بشكل طبيعي مع مطلع الربيع (ويُهاجر من حديقة يلوستون الوطنية 200 ثور بيسون كل عام في الوقت الحاضر). ربما كانت هجرة ثيران البيسون هي أضخم وأعظم الهجرات على كوكب الأرض على الإطلاق قبل الصيد العظيم، فقد بلغ عدد هذه الحيوانات 60 مليون رأس في الماضي تجتمع كلها في قطيع هائل وتعبر معاً السهول العظمى، وحتى الهجرات الضخمة المشهورة التي تحدث اليوم في أفريقيا لا تتجاوز أعداد الحيوانات فيها 1.5 مليون، وهذا لا يُقارن بعدد ثيران البيسون الهائل. فقد كان عدد حيوانات البيسون هائلاً لدرجة أنه لا زال بالإمكان من الجو رؤية أخاديد وخنادق عميقة حفرتها عندما كانت تهاجر عبر القارة قبل قرن من الزمان.

## تاريخ الصيد

### العصور القديمة

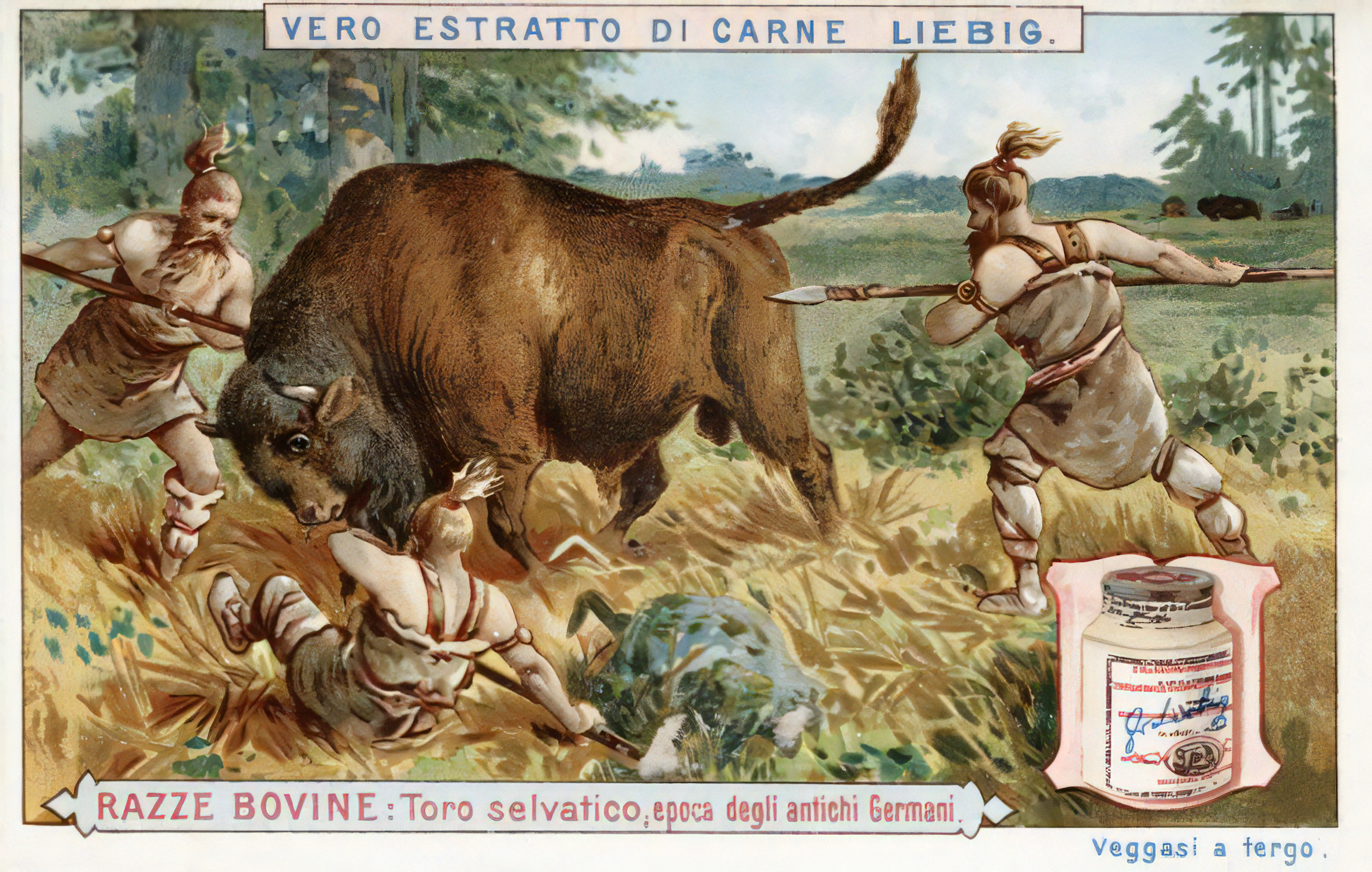
رسم يُظهر مجموعة من الهنود الحُمر يَصطادون ثور بيسون أمريكيّ.

بيسون السهول هو حيوان كبير جداً وهائل الوزن، جاب هذا الحيوان بأعداد هائلة سهول أمريكا ومناطقها العشبية منذ آلاف السنين، مسيطراً على هذه المناطق من غابات نهر المسيسيبي غرباً إلى منحدرات تلال جبال الروكي شرقاً، ومن ألبرتا الكندية شمالاً إلى حدود المكسيك جنوباً. ومع أن صيد هذا الحيوان كان صعباً قليلاً بسبب سرعة جريه، فقد طورت قبائل الأمريكيين الأصليين سريعاً تقنيات ليَستطيعوا صيده والاستفادة من خيراته منذ أن أسسوا قراهم الأولى قبل 20,000 عام. كانت هناك عدة طرق للصيد، فيُمكن أن يُطوقوا قطعان البايسون الصغيرة بسلسلة بشرية، ثم يَرموها بالسهام بسهولة بعد أن تكون قد تجمعت مع بعضها للحماية، بينما تعلمت قبائل أخرى كيفية تشتيت هذه الثيران عبر الجروف، وتعددت وسائل الصيد عندهم.
عندما كان يَصطاد هؤلاء الهنود بيسون سهول كان النساء يَقمن باستخراج لحمه وأجزائه الأخرى للاستفادة منها، وهن لم يُضيعن أي جزء منه. فقد كان الهنود يأخذون جلده الصوفيّ السميك للتدثر، وشعره وأحياناً عضلاته لصنع الحبال وأوتار الأقواس، وقرونه القوية للأسلحة مثل رؤوس السهام والأوعية المنزلية وأدوات الطعام، وعظامه للسكاكين والأسلحة وأوعية الطعام وللألعاب والمزامير، وذيله شعار للشرف ومهواءة وغمد للسكاكين، ودماؤه للرسم والشرب، وكبده للأكل والتدريب على الرماية، ورئتاه حاويات للطعام والماء، وحتى معدته كانوا يَضعون فيها حجراً ساخناً أحمر ثم يَستخدمونها كغلاية للحساء، وطبعاً والأهم من ذلك لحمه لأكله والاقتات عليه خلال العام.
كان الهنود يَحتفلون بعد كل صيد ناجح على شرف البيسون الميت، فقد كانوا يُؤمنون بالروح العظيمة التي تحميهم والتي عليهم شكرها على ما تعطيهم. وقد كان بيسون السهول سبباً رئيسياً في نجاة الأمركيين الأصليين خلال فصل الشتاء القارس، فمع قلة النبات يُصبح مورداً غذائياً رئيسياً ومصدراً للملابس التي تدفئ من برد الشتاء، وكان أساسياً جداً لحياتهم عموماً كونه واحدة من كبرى ثروات القارة (فأعداده لم تكن تقارن بأعداد بيسون الغابات).

### الصيد العظيم

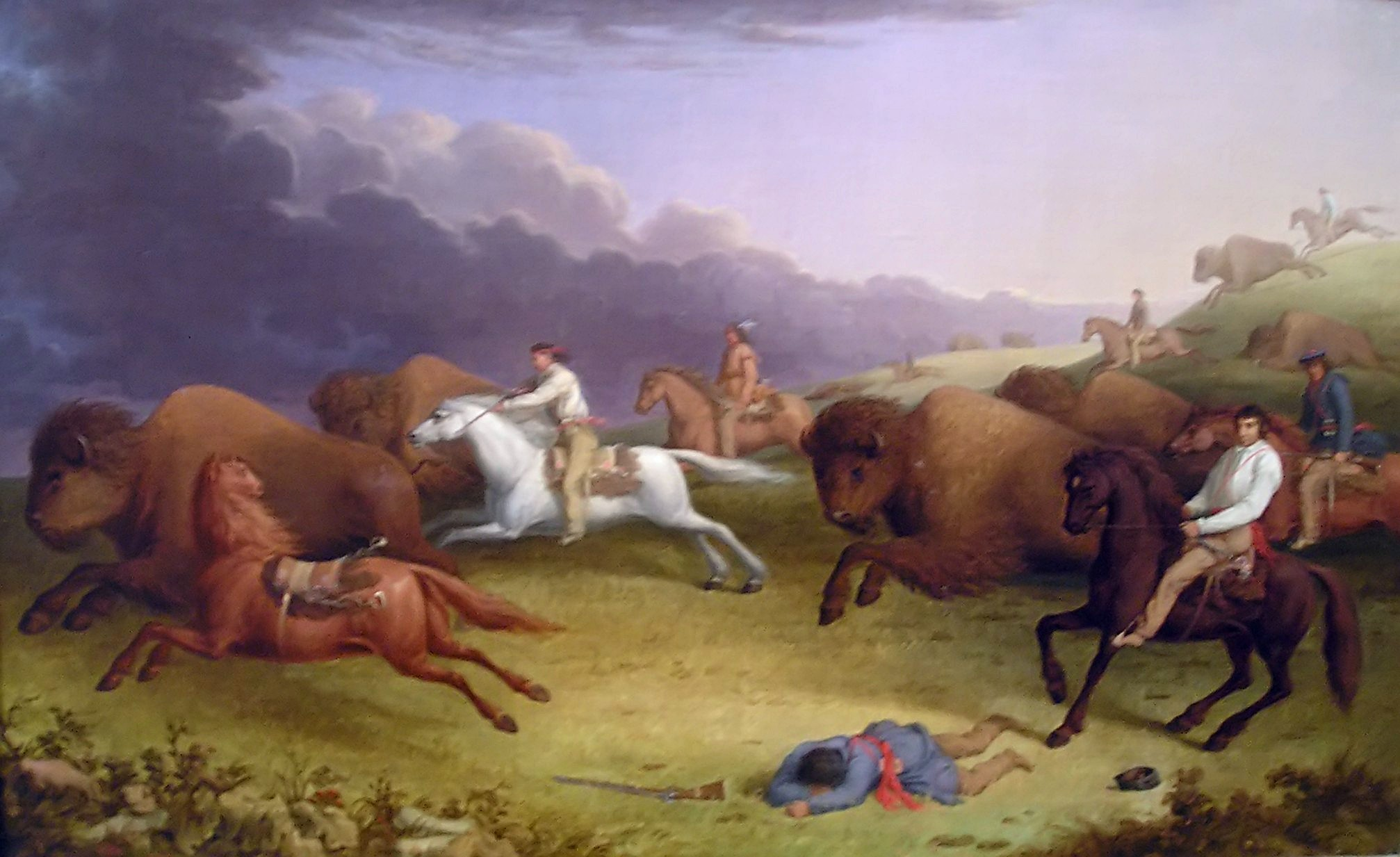
المستوطنون الأمريكيون يَصطادون بيسو السهول من أجل فروه.

مع وصول المستوطنين الجدد في القرن السابع عشر، نشأت تجارة الفرو في أمريكا الشمالية، فبدأت أعداد بيسون السهول بالتناقص منذ ذلك الوقت. وقد وصلت التقديرات في أوائل القرن التاسع عشر إلى أنه كان يُقتل 200,000 بيسون سنوياً من أجل تجارة الفرو وشحنه إلى أوروبا. لكن ما سبب شبه-انقراض البيسون فعلاً هو وضع حكومة الولايات المتحدة الجديدة خلال القرن التاسع عشر لقانون بوجوب صيد بَيسون اليهول بهدف تجويع سكان أمريكا الأصليين وهزمهم. تركزت أعمال الصيد ما بين ثلاثينيات وستينيات القرن التاسع عشر، وخلال السبعينيات اختفت معظم قطعان الجنوب، حتى أنه سجل في بعض المناطق صيد 120 بيسون خلال 40 دقيقة فقط. ثم بحلول عام 1883 قتلت آخر ثيران البيسون ضمن هذه الحملة في داكوتا الشمالية. تتفاوت التقديرات حول عدد حيوانات بيسون السهول قبل هذه الحملة، فهي تتراوح من 30 إلى 200 مليون ثور، ومعظمها من 30 إلى 70 مليون، لكن بعد عام 1983 انخفضت أعداد بيسون السهول من تلك الأرقام إلى 551 ثور فقط.

### التعافي والصيد الحديث

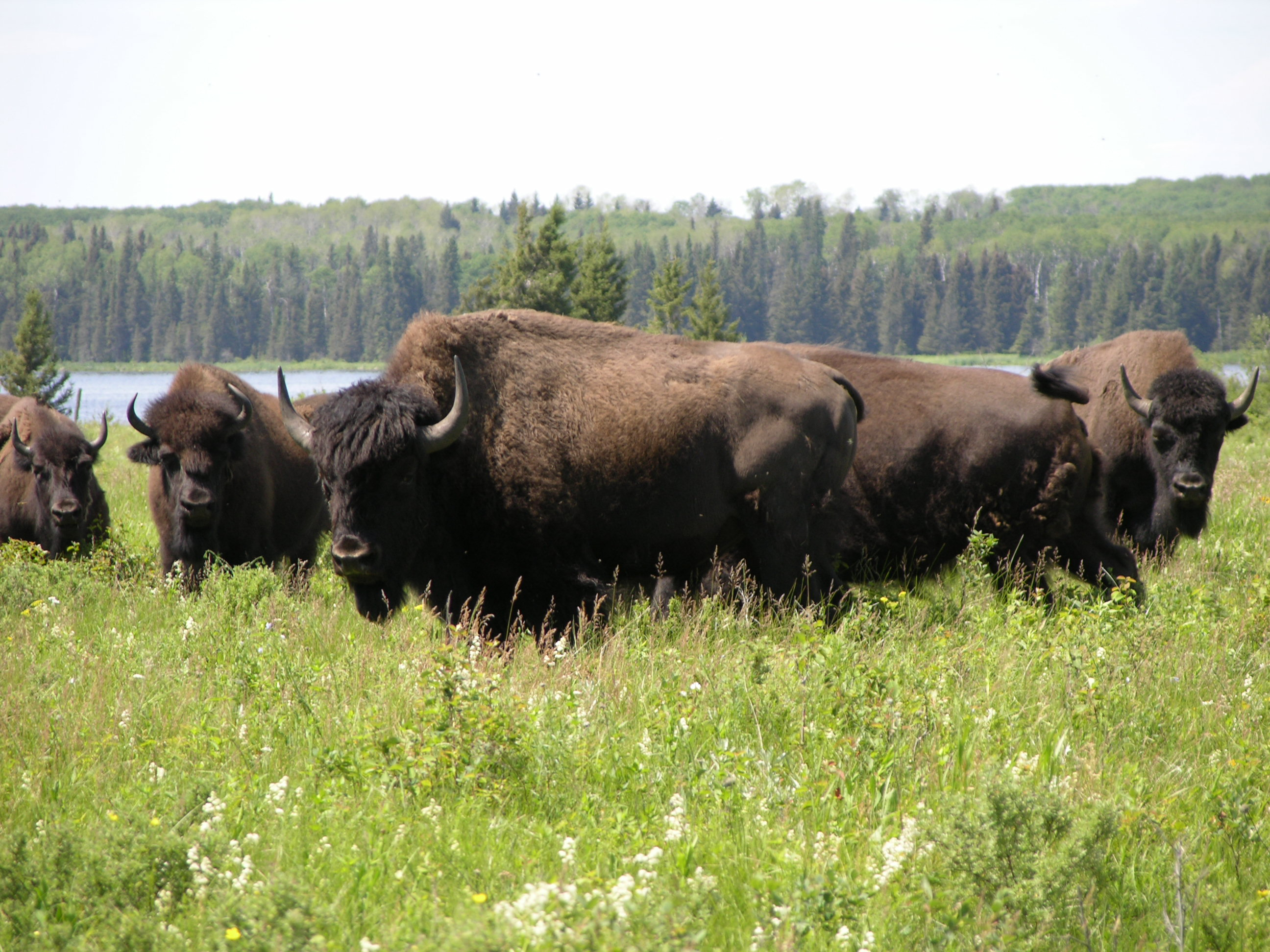
قطيع من ثيران البيسون يَجوب حديقة وطنية في مانيتوبا - كندا.

عند نهاية القرن التاسع عشر اضمحلت حملات الصيد المكثفة بعد أن تركت بيسون السهول على حافة الانقراض وفي وضع حرج جداً، فقد انخفضت أعداده في المزارع الخاصة إلى أقل من 1,000، ولم يَبقى سوى 23 حيوان في البرية، لكن مع مطلع القرن العشرين بدأت الأراضي الخاصة عبر غربي الولايات المتحدة بإعادة إنماء قطعان بيسون السهول. ففي عام 1905، تكونت واحدة من الحركات المبكرة لإنقاذ ثيران البيسون هذه من الانقراض وهي "جمعية البيسون الأمريكي"، وقد نشأت هذه الجمعية في البداية في المقر الرئيسي لحديقة حيوانات برونكس الحالية التابعة لـ"جمعية صيانة الحياة البرية"، وبدأت بمحاولات لإعادة توطين الحيوانات الناجية في السهول العظمى. وفي ستينيات القرن العشرين، قدرت الجمعية الجغرافية الوطنية وُجود 20,000 بيسون سهول حيّ في الولايات المتحدة. وبدأت أعداد البيسون بالتزايد بسرعة أكبر مع دخول المزارعين الخاصين إلى مجال تجارة البيسون، فالطلب المتزايد على لحوم هذه الحيوانات حفز المزارعين بقوة على زيادة أحجام قطعانهم.
اليوم وبعد عمليات الإنماء الكبيرة لقطعان بيسون السهول في المحميات والمزارع الخاصة، بلغ عدد هذه الثيران 220,000 رأس في الولايات المتحدة الأمريكية (2009)، ووصلت بعض التقديرات إلى 350,000 رأس حتى، مما أتاح عودة رياضة صيد هذه الثيران التي لم يَكن هناك مجال لها أثناء وضعها الحرج خلال القرن الماضي. لكن من بين كل هذه الثيران، لا يَجوب البرية اليوم سوى 20,000 منها، بينما البقية ما زالت محفوظة ضمن المزارع الخاصة والمحميات. وفضلاً عن هذا، فقد كشفت الدراسات الحديثة أن معظم الربع مليون بيسون سهول هؤلاء ليسوا من جينات بيسون صافية، بل حمضهم النووي في الحقيقة مختلط مع مقدار صغير من من جينات الماشية، وهذه هي عاقبة تهجين المزارعين للماشية وثيران البيسون قبل قرن من الزمان، فثيران البيسون القليلة التي نجت بجينات خالصة مثل جينات الثيران التي عاشت قبل مئات السنين تواجه الآن خطر الانقراض.
بأي حال، مع تعافي ثيران بيسون السهول من جديد وعودة أعدادها للازدياد، عادت أيضاً رياضة صيدها، فهذه الحيوانات هي حالياً أضخم حيوانات رياضة وألعاب في أمريكا الشمالية، وقد أصبحت مورد دخل للعديد من المزارع التي بدأت تُتيح صيد هذه الثيران فيها. فتم افتتاح عدة مزارع للعامة لصيد البيسون عبر أمريكا الشمالية، وذلك في ولايات: داكوتا الجنوبية ومونتانا وألبرتا، وما زال عدد هذه المزارع يأخذ بالتزايد مع الوقت.